# Зарічне (Читинський район)
Зарі́чне (рос. Заречное) — село у складі Читинського району Забайкальського краю, Росія. Входить до складу Новокукинського сільського поселення.

## Історія
Село утворено 2013 року шляхом виділення зі складу села Жипковщина.